# Ombre sul cuore
Ombre sul cuore (Wonder of Women) è un film del 1929 diretto da Clarence Brown e sceneggiato da Bess Meredyth che fu candidata agli Oscar per la migliore sceneggiatura non originale.